# 松尾伝蔵
松尾 伝蔵（まつお でんぞう、1872年9月18日（明治5年8月16日） - 1936年（昭和11年）2月26日）は、日本の陸軍軍人。陸士6期。最終階級は陸軍歩兵大佐。位階および勲等は従四位・勲三等。

## 経歴

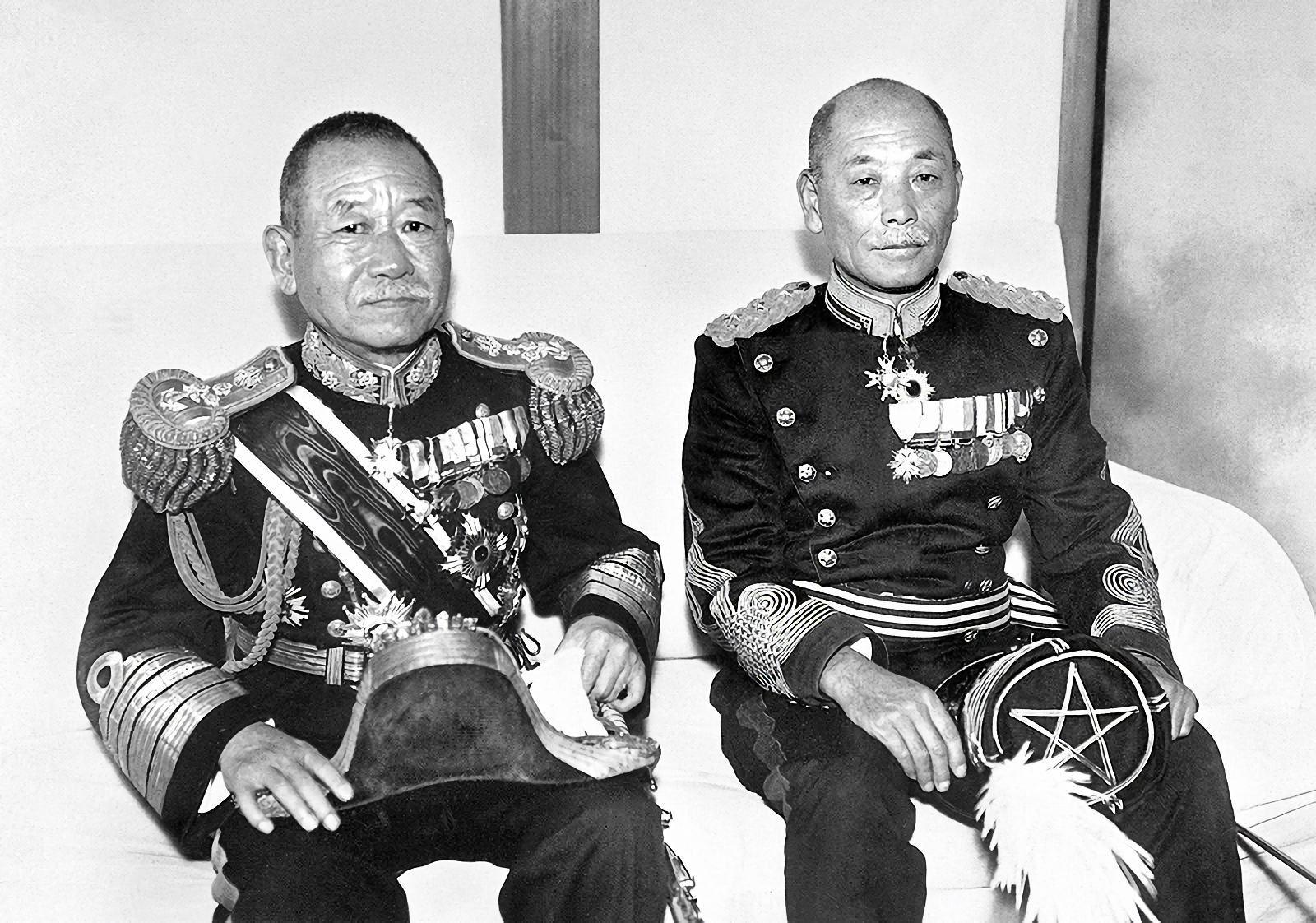
岡田啓介（左）と松尾伝蔵（右）

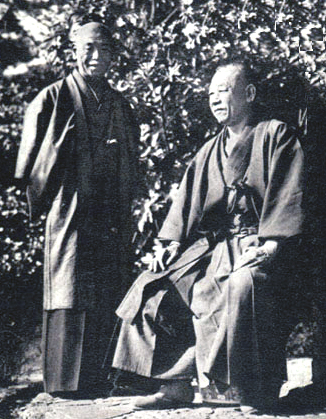
松尾伝蔵（左）と岡田啓介（右）

福井藩の槍術師範であった松尾新太郎の長男として福井県福井市（現）に生まれた。福井市旭小学校（現）を経て、福井中学（現・福井県立藤島高等学校）を卒業し、1895年（明治28年）2月に陸軍士官学校（第6期）を卒業。同年5月に陸軍歩兵少尉に任官し金沢の歩兵第7連隊附となった。
1897年（明治30年）9月に台湾守備歩兵第3連隊付、さらに歩兵第35連隊付を経て、1900年（明治33年）3月から7月まで陸軍戸山学校で学んだ。1901年（明治34年）1月に歩兵第35連隊中隊長に就任し日露戦争に出征した。歩兵第35連隊補充大隊中隊長、第9師団司令部付を歴任し、旅順攻囲戦、奉天会戦で戦功を挙げた。
1907年（明治40年）11月に陸軍歩兵少佐に進級し歩兵第7連隊付、同連隊大隊長、鯖江連隊区司令官、歩兵第36連隊附を歴任した。1914年（大正3年）5月、陸軍歩兵中佐に進級する。1916年（大正5年）8月に都城連隊区司令官に移り、1917年（大正6年）8月、陸軍歩兵大佐に進級。1919年（大正8年）3月に歩兵第59連隊長に補され、シベリア出兵に従軍した。
1921年（大正10年）7月に待命、同年11月に予備役に編入され、福井市に帰郷した（1932年（昭和7年）4月に退役）。1922年（大正11年）9月に福井市議会議員に就任している。その他に、旭社会教育会長、在郷軍人会分会長などの公職を務めた。軍務を終えて地元に戻った松尾は面倒見が良い性格で、地域の人々から「松尾の伝さん」と親しまれていた。

### 二・二六事件での死
松尾の妻の稔穂（としお）は、岡田啓介の妹である。義兄である岡田が1934年（昭和9年）7月に第31代内閣総理大臣に就任すると、松尾は、岡田の傍らで働きたい、と岡田に申し出た。松尾は全ての公職を辞し、「内閣嘱託、内閣総理大臣秘書官事務取扱」の辞令を受け（無給）、首相官邸に住み込んで岡田の秘書を務めるようになった。
岡田は、松尾について下記のように回想している。
二・二六事件の直前の選挙で、岡田と松尾の地元である福井であった選挙の応援演説に行った松尾について、
松尾は岡田の義弟であり、特に血縁関係はなく、よって二人が似ているはずもない。岡田は1868年2月14日（旧暦：同年1月21日）生まれで二・二六事件の時は満68歳、松尾は1872年9月18日（旧暦：同年8月16日）生まれで満63歳。岡田によると、岡田は頭を五分刈りにしていたが、松尾はほとんど禿げ上がっていたという。
二・二六事件が発生した1936年（昭和11年）2月26日の未明、松尾は岡田とともに首相官邸にいた。栗原安秀、林八郎、対馬勝雄らが指揮する重機関銃、軽機関銃、小銃、ピストルで武装した歩兵第1連隊の将兵300が午前5時頃に官邸を襲撃し、警備の警官4人を殺害した後、日本間にいた松尾を中庭に据えた重機関銃で射殺した。栗原らは岡田首相を殺害したものと勘違いした。押入れに隠れていた岡田首相は翌日に脱出した。
首相官邸を襲撃した反乱部隊の上等兵が戦後に詳細な手記を残し、銃撃を受けても未だ息があった松尾の様子を、下記のように述べている。
上等兵の手記によると、上等兵は栗原の命令を受けて「老人」に拳銃で止めをさした。敷居（ママ）に座り込んでいた「老人」は、止めの拳銃弾を、眉間に1発、胸部に1発それぞれ受けて前に崩れ落ちた。中庭に積もった雪は、「老人」の血で赤く染まった。
一方、栗原らの反乱部隊が、松尾を殺害し、さらに松尾の遺体を見て、岡田を殺害したと誤認した経緯について、岡田は次のように述べている。
- 松尾は、首相官邸に侵入した反乱部隊が、警護の警察官たちを射殺した後、首相官邸の中庭にいる所を反乱部隊に発見され、集中射撃を受けて死亡した。事件後の検視の結果では、十五発ほどの銃弾が体内に入っており、胸や顎には銃剣でえぐった跡があるという凄惨な状態であった。
- 居室で就寝中に反乱部隊の襲撃に遭い、機敏に隠れて難を逃れた岡田は、松尾が射殺された少し後で、松尾の遺体を見つけた反乱部隊の兵隊たちが「ここに誰か死んでおるぞ」「じいさんだ。これが総理大臣かな」と言い交しているのを、隠れ場所から聞いた。
- 兵隊たちは、庭から松尾の遺体を岡田の居室に上げ、岡田の布団に横たえた。そして、居室の欄間にかけてあった岡田の肖像画[注釈 4]の額を、小銃に装着した銃剣で突き上げて畳の上に落としたが、その際に銃剣の先で額縁のガラスを突き、岡田の顔の眉間を中心に大きなヒビが入り、肖像画がよく見えなくなった[注釈 5]。
- 興奮している反乱部隊の面々は、松尾の遺体の顔と、ガラスに入った大きなヒビで良く見えない岡田の肖像画の顔を、形式的に見比べただけで「遺体は岡田である」と判定した。

岡田は下記のように述べている。
そして、自ら熱望して、無給で義兄たる岡田の秘書となり、日頃から覚悟していたように、岡田の身代わりとなって生を終えた松尾に対し、岡田は次のように謝意を述べている。
岡田と松尾の母校であり、松尾が陸軍を退いて帰郷した後に教育会長を務めた、福井市旭小学校で、1936年（昭和11年）3月7日に松尾の葬儀が執り行われた。
同小学校の校庭には、岡田のために自らを犠牲にした松尾を称えて胸像が建立された。一方、内閣総理大臣を務め、太平洋戦争（大東亜戦争）の回避と終結のために尽力した岡田の銅像（全身像）は、福井市中央公園に建立された。いずれも雨田光平の作品である。離れて位置していた松尾と岡田の銅像は、2016年10月、2人の生地である福井市・旭地区内に位置する、JR福井駅の東口広場に移設された。 
2019年現在、毎年、松尾の祥月命日である2月26日に、松尾の胸像の前で、旭地区の子供たちも参列しての献花祭が執行されている。 
2019年現在、福井市旭小学校の公式サイトには、大先輩である岡田と松尾について、児童たちに絵を交えて分かりやすく伝える「岡田啓介 松尾伝蔵 物語」が掲載されている。

## 栄典
- 1895年（明治28年）11月15日 - 正八位[10]
- 1897年（明治30年）12月15日 - 従七位[11]
- 功四級金鵄勲章[12]
- 勲三等[12]
- 昭和11年（1936年）2月26日 - 従四位[12]

## 親族
- 妻：松尾稔穂（としお）（岡田啓介の妹）[3]
- 長男：松尾新一（陸士35期、陸軍大佐、東京ピアノ工業創業者）[3]
- 長女：瀬島清子（瀬島龍三の妻）
- 孫：松尾文夫（ジャーナリスト、元共同通信社ワシントン支局長）[13][14]
- 孫：松尾友矩（東洋大学学長、東京大学工学部教授)
- 孫：松尾武（演出家、NHK専務理事・放送総局長）
- 弟：西邨次郎（陸士9期、陸軍歩兵中佐）[15]